# Шах-Ділі
Шах-Ділі або Шахова коса (азерб. Şah Dili) — піщана коса на крайньому півдні Апшеронського півострова. Це найбільша коса на території Азербайджану. Крім того, Шахова коса є найвіддаленішою східною частиною Азербайджану. 
Адміністративна точка - Зіра́ (Зіря; азерб. Zirə) — селище на сході Азербайджану, підпорядковане Хазарському району міста Баку. 

### Опис коси
Шах-Ділі знаходиться приблизно в 25 км на південний схід від мису Гоусан, південно-східного краю коси і Апшеронського півострова Азербайджанської Республіки. 
Коса низька і піщана, є невеликі височини, покриті мізерною рослинністю. Коса має довгу і вузьку форму. Поширені солоні ставки і болотисті ділянки. Мале перевищення рівня моря пояснює наявність солоних ґрунтових вод поблизу поверхні. Клімат характеризується сильними вітрами, що дмуть з моря.
Територія коси здебільшого покрита морським піском. Тут поширені приморські піщані рослини, очеретяні луки, однорічні солончаки. Ранньою весною з'являються ефемери.

### Клімат
Переважає напівпустельний і помірно теплий клімат сухих степів. Середньорічна температура в районі становить 13° C. Найтепліший місяць - вересень, коли середня температура 24° C, а найхолодніший - лютий, при 4° C. Середньорічна кількість опадів становить 381 мм. Найбільш вологий місяць - листопад, з середньою кількістю опадів 80 мм, а найсухіший - серпень, з 4 мм опадів.

### Апшеронський національний парк
В районі Шах Ділі в південно-східній частині Абшеронського півострова розташований наймолодший  з парків Азербайджану - Апшеронський національний парк створений у 2005 році на базі Абшеронського державного заказника, на територій Азізбекского району міста Баку. Загальна площа парку становить 783 га (7.83 км²).
Основною метою створення Національного парку є забезпечення охорони природних ресурсів, збереження рідкісних видів флори і фауни, що перебувають під загрозою зникнення (каспійський тюлень, газель, чубата качка, срібляста чайка, крижень і ін.), Проведення моніторингу навколишнього середовища, а також розвиток екотуризму.
У Національному парку мешкають газель, вовк, шакал, дика кішка, єнот, лисиця, борсук, заєць, лебідь-шипун, велика біла чапля, лиска, болотний лунь, зелена жаба, озерна жаба, каспійська черепаха, Закавказька агама, золотий сцинк, різнобарвна ящірка, ошейниковий ейреніс (змія) та інші тварини.
У Каспійському морі на території Абшеронського національного парку водиться багато каспійських тюленів. Цей вид занесений в Книгу рекордів Гіннеса як найменший тюлень світового океану.

### Фотографії Шахової коси (зовн. посилання)
1 [Архівовано 21 листопада 2018 у Wayback Machine.] 2 [Архівовано 21 листопада 2018 у Wayback Machine.] 3 [Архівовано 3 квітня 2019 у Wayback Machine.]